# 競技クイズ
競技クイズ（きょうぎクイズ）は、クイズを競技として捉え、日本で行われているマインドスポーツの一種。
競技には早稲田式、荒屋式、高畠式などの早押し機が使用され、前フリクイズ、学生系クイズ、短文クイズといった独自に発展したクイズ問題が出題される。各地で大会が開催され、創作物の題材としても用いられる。

## 定義・名称
競技クイズに関連する団体は存在するが、2020年時点で統括する業務を行っている団体は存在しておらず、「競技クイズ」という言葉の意味は明確に定義されていない。そのため、どのような形式のクイズが競技クイズの範疇に含まれるのかははっきりしておらず、ひらめき・謎解き系の問題を競技クイズとして見る見方や「早押しクイズ」の形式を競技クイズとして見る見方 などが存在する。「ねとらぼ」では「クイズで勝つことを目的として日々練習に励む知的スポーツの1つ」として紹介されている。クイズ専門雑誌『QUIZ JAPAN』は「『知っているかどうかを、早押しで競うクイズの形態』を指すのが一般的な用法となっている」としている。草クイズやアマチュアクイズと呼ばれることもあるが、アマチュアクイズは「賞金をもらうことがない」「テレビで行われない」クイズ全般を総称し、競技クイズはその一形態であるとする見方もある。
また、「競技クイズ」という言葉の起源も正確には分かっておらず、一説には2009年にクイズ作家の古川洋平がクイズを題材にした動画シリーズ『The Quiz m@ster』を制作するにあたって定義し・名付けたとされるが、クイズプレイヤーの伊沢拓司は、言葉自体はそれ以前から使用例があるとしている。

## 道具

### 早押し機

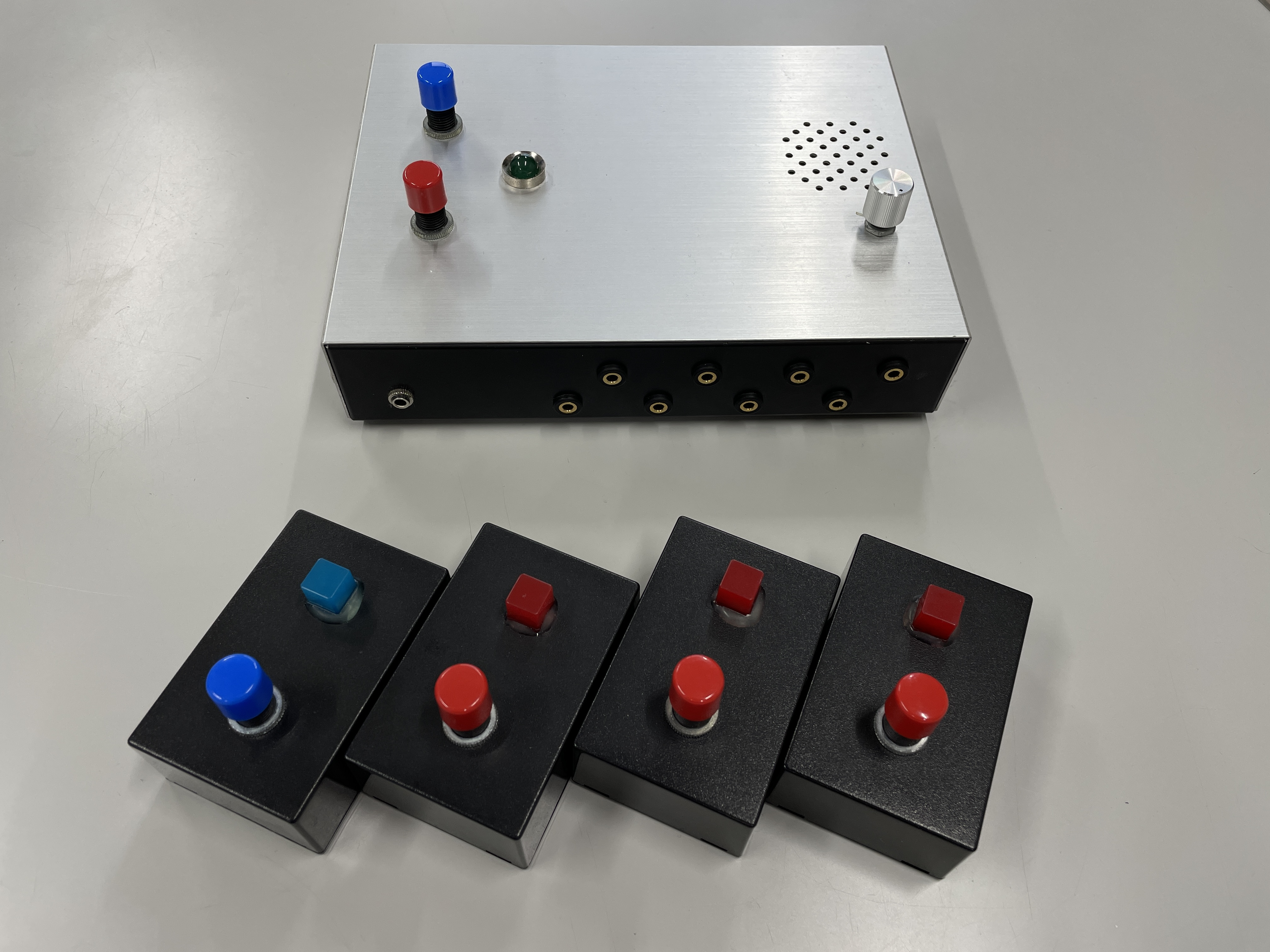
競技クイズで使われる早押しボタン (早稲田式早押し機の本体（子機8台有線ケーブル接続可能タイプ）と子機)

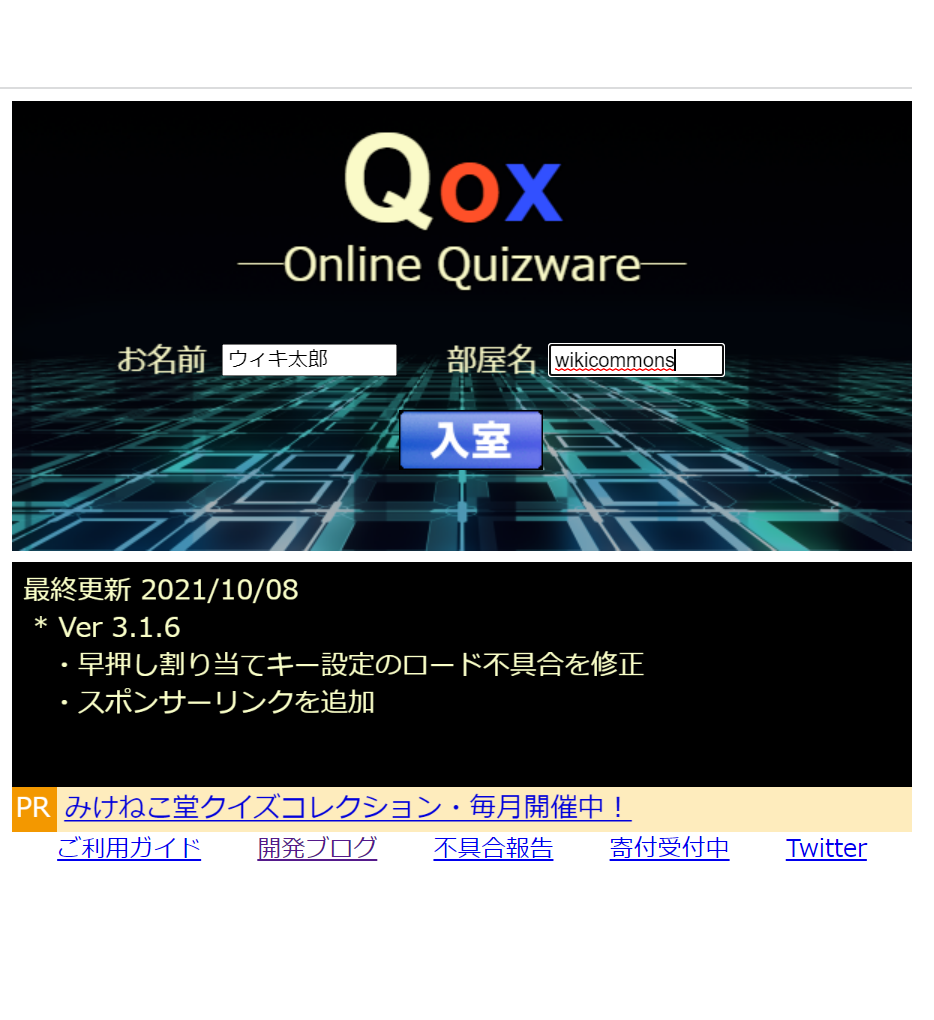
オンライン早押しサイト「Qox」のトップ画面

早押しクイズでは、早押し機が用いられる。早押し機は、最初にスイッチ（早押しボタン）を押した人のランプがついて、それに則り解答順を決める装置である。市販品として、徳久倫康の『クイズ用語辞典』では「スーパーハヤオシピンポンブー」（製造：株式会社プレイアベニュー）があげられている。クイズ愛好家の中では、競技クイズ漫画『ナナマル サンバツ』にも登場する「高畠式早押し機」や「早稲田式早押し機」「荒屋式早押し機」などのアマチュア式早押し機が普及している。また、クイズサークルでもアマチュア式早押し機を使用することは少なくなく、『QUIZ JAPAN vol.4』によれば、クイズマニア自作の早押し機については、『第2回アメリカ横断ウルトラクイズ』の優勝者である北川宣浩が知人の杉山眞に注文し、1981年に制作された8人用早押し機が日本初であるとしている。『QUIZ JAPAN vol.15』によると、1980年以前に4人用早押し器が使用されていていて、その2号機目が8人用早押し器だったとしている。
また、1984年から1985年の間に大学のクイズ研究会が、個別に早押し機を所有するようになっていったとしている。
オンライン上でも早押し機と同様のサービスを提供するものがあり、オンライン早押し機としては、過去に「PCOQシリーズ」（ピーコックシリーズ）が使われていたが、ここ近年では、「長屋クイズアリーナ3」（ながやクイズアリーナ3）や「Qox」（コックス）などのサイトが利用されている。

### 問題

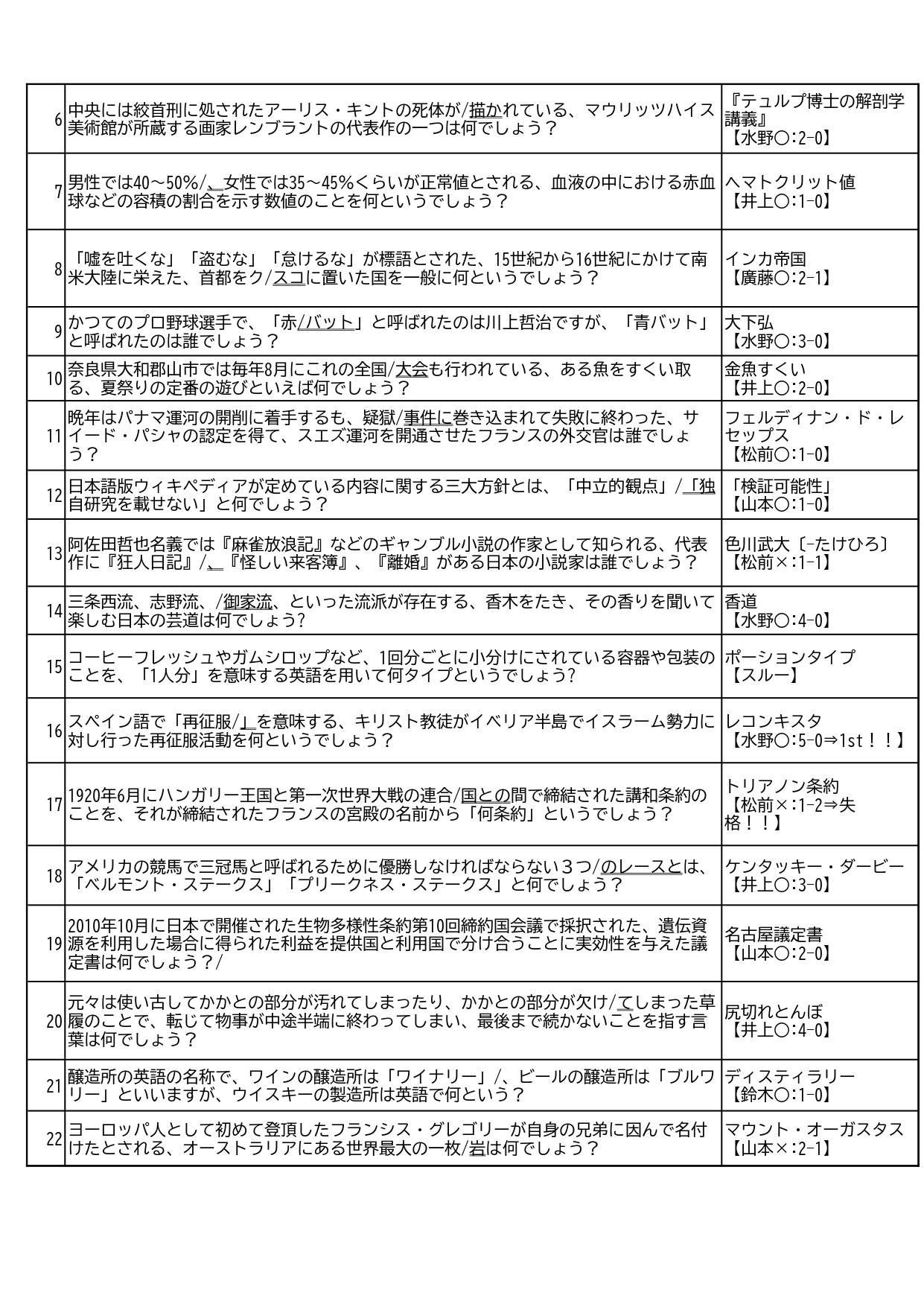
大会の記録集の内容例

競技クイズで出題される問題は、事実を複数の資料を当たって確認する「裏取り」とジャンルの偏り無く採用問題・出題順をきめる「選定作業」が行われる。しかし、これらの作業を過度に行わずに、気軽に出題される場合もある。問題文の独特な構成は、クイズ界の文法と呼ばれることもある。
2023年時点、問題集はインターネット通販が主流となっており、クイズ問題集を委託販売してくれる個人サイト「クイズ宅急便」やピクシブが運営するBOOTHなどで取り扱われている。

## 歴史
競技クイズはクイズ番組やクイズ界隈と関連性が深く、ここでは関連するクイズ番組の歴史や界隈の歴史を交えて記述する。

### 黎明期（1946年 - 1960年）

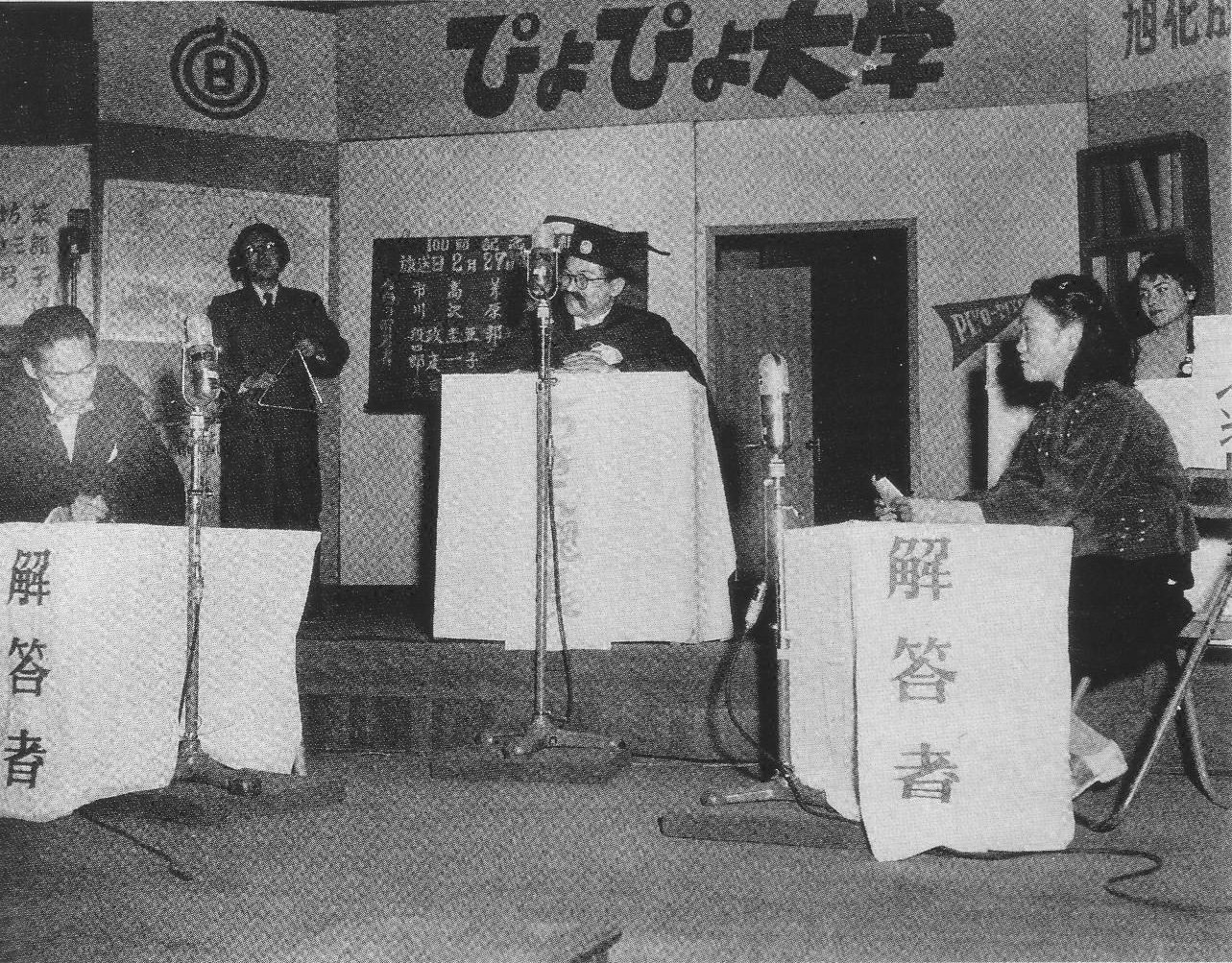
ラジオ東京（のちのTBSラジオ）『ぴよぴよ大学』公開録音で長女とともに解答する高沢圭一

日本におけるクイズ番組の起源は、第二次世界大戦後の連合国の占領政策が関係している。第二次世界大戦まで、日本のラジオ放送は上意下達型の番組内容であった。終戦後、GHQの占領政策として、日本の民主化を促進するため、CIEの指導で国営放送だった当時のラジオ放送を、聴衆者参加形式の放送番組へと変更していった。その放送番組の一つにクイズ番組が採用された。

CIEラジオ課の助言に従い、アメリカのクイズ番組「information please」などに倣って、NHKが独自に考案したラジオ番組「話の泉」の放送が1946年に始まり、翌1947年11月には「二十の扉」が登場し、聴取率が70%に達するほど人気を呼んだ。当時「クイズ番組」という呼び名ではなく、黎明期の番組は「当てもの」と総称されていた。
1953年2月5日、日本初のテレビオリジナルのクイズ番組『私の仕事はなんでしょう』が放送開始する。また『QUIZ JAPAN vol.3』によれば、1953年2月3日にラジオのクイズ番組『三つの歌』のテレビ版が放送されており、これが日本初のテレビクイズ番組ではないかとしている。1954年出版の『クイズ名鑑』には、この時は解答者としてクイズ番組に出場するよりも、作問した問題を投稿する人の方が多かったと記されている。

### 円熟期（1960年 - 1977年）
競技としてのクイズは、1960年代頃から原型が作られ始めた。伊沢は、1963年に始まった「アップダウンクイズ」によって現在の視聴者参加型クイズの原型が作られ、この時から、クイズ王のイメージが定着していったと見ている。また『クイズ文化の社会学』によれば、1960年代から1970年代にかけて、当時のクイズ番組の多くが「早押し」の要素を導入したことで、知識以外にも「反射神経の良さ」を競うようになったという。1972年には日本初で現存最古のクイズプレイヤーのサークル「ホノルルクラブ」が発足した。
1970年代前半、一時的にクイズ番組が少なくなっていったが、オイルショックにより日本経済が不況になったことで高額なギャラが必要な芸能人を使わないクイズ番組が多く作られていき、その一環で1970年代後半からは視聴者参加型クイズ番組が増えていった。この時代から、クイズを解く側のクイズファンやクイズ番組荒らしが誕生している。

### アメリカ横断ウルトラクイズの開始とクイズ研究会の創設（1977年 - 1983年）
1977年に入り「アメリカ横断ウルトラクイズ」が開始する。この番組によって、クイズが強い人のことを「クイズ荒らし（クイズ番組荒らし）」に代わって「クイズ王」と呼ぶようになっていった。この頃から、クイズ番組で出題される問題が過去のクイズ番組を基に作られるようになり問題の固定化が始まった。静岡文化芸術大学教員の中田健太郎は、固定化された問題がデータとして共有されるようになると、「確定ポイント」（問題内容が確定するポイント）についての知識により、早押しの技術が高まっていったとしている。
アメリカ横断ウルトラクイズの影響によって、クイズ番組で活躍することを目標としたクイズ研究会が多くの大学で創設され始めた。1978年に森英昭によって中央大学クイズサークルOZが創設された。さらに、1981年に早稲田大学クイズ研究会、1982年に立命館大学クイズソサエティー、東京大学クイズ研究会、慶應義塾大学クイズ研究会、1984年に名古屋大学クイズ研究会、一橋大学クイズ研究会、1992年に明治大学クイズイージオス、法政大学クイズリバティが創設された。1982年には、早稲田・慶應・東大などの大学クイズ研究会の連合団体・関東学生クイズ連盟が発足した。同年の5月には関東学生クイズ連盟の主催で新人戦が開催され、テレビ外での大学クイズ研究会同士の交流が行われていた。

### 冬の時代・クイズ王ブーム（1983年 - 1993年）
1983年12月、関東学生クイズ連盟初代会長・神谷昌孝の発案によりクイズ大会「Man of the Year」第1回が開催された。この大会が日本で最初のオープン大会とする見方も存在する。
1980年代に活躍したクイズプレイヤーによれば、この頃の多くのクイズ愛好者は「テレビクイズ番組で活躍すること」に意識を向けており、アマチュアクイズ大会は、「テレビクイズ番組の合間に行うレクリエーション的なおまけの存在」であると捉えていた人が多かったという。クイズ番組についても、今までの番組の形式とは異なり、1980年代、『なるほど!ザ・ワールド』に代表される「映像クイズ」と呼ばれる海外情報型クイズへと移行していったため、視聴者参加型クイズ番組が激減した。クイズ・プレイヤーの界隈では、この時代は「冬の時代」と呼ばれている。
1989年に、クイズ番組『史上最強のクイズ王決定戦』が開始する。この番組を皮切りに、1990年代前半から強い人だけを戦わせようとする「クイズ王番組」の時代へと移行していった。また、このときからクイズプレイヤーとして活躍していた人がクイズの作り手の側に回っていき、問題が一般視聴者向けからクイズ愛好家向けに変わり、数文字で正解を導き出されるようになるなどの超人的な演出をされるようになっていった。その超人的な演出をするために、当時のクイズ王番組は、クイズ愛好家の間で理解できる事項を問うようになっていき、今日で言われる「ベタ問」のように、問題が固定化していった。また、クイズ愛好家ができるだけ早く答えられるように、確定ポイントを問題文の最初に置くようになり、クイズの問題文が一定の形式を持つようになっていった。
『史上最強のクイズ王決定戦』が1995年に終了後、クイズ番組はアンチクイズ王時代へと変わっていき、「平成教育委員会」や「クイズ!ヘキサゴン」などのタレント解答型クイズ番組へと変わっていた。そして、クイズ王ブームが終焉した。このことがきっかけで、視聴者参加型クイズ番組出場のために練習や早押しの技術を磨いていたクイズプレイヤーは、目標とする大会がなくなってしまった。そこで、当時のクイズ研究会が、日頃の活動の成果を出したり、目標とする大会を自分達で作ろうとする動きが加速した。当時のオープン大会は、『アメリカ横断ウルトラクイズ』の影響が強くでており、「正統的な問題を出題し、早押しで強い者が勝つ」という価値観で開催されていた。

### 競技クイズの発展と「前フリクイズ」の誕生（1993年 - 1995年）
ここまで、オープン大会は関東のみ行われており、他の地域で開催されたことは無かった。そのため、関東は大学のクイズ研究会の交流が盛んであったが、他の地域は、サークル間の交流が乏しかった。このことを問題視していた、当時同志社クイズラバーズに所属していた長束恭行は、大会の交流促進によって関西の状況を改善しようと考え、1993年に、関西初のオープン大会である「関西学生クイズオープン」を開催した。この大会を皮切りに、1994年からいくつものオープン大会が関西でも開催されるになっていった。また、クイズプレイヤーの川田耕太郎によれば、同大会の演出やルール、問題などの多くの面で現在のオープン大会の在り方を決定づけた大会だとみられている。
関西でもオープン大会が開催されるようになったが、地域によって「オープン大会」に対する考え方は異なっていった。1994年当時の関東では「押し頃の早押し問題で、スピード勝負を繰り広げる大会こそがオープン大会」であるという価値観であったが、関西では「使い古された問題を使わず、参加者が実力測定にふさわしいと納得できる新作問題を用意する大会がオープン大会」であるという価値観だった。また、アメリカ横断ウルトラクイズに憧れてクイズを始めたものの、参加することが出来なかった大学生達によって、自給自足的に大会を作る流れがこの頃から加速し始める。1994年6月に立命館大学で開催された大会「第1回わだつみ杯」、同年の10月8日に久保隆二が主催した「第一回久保隆二杯」で、オープン大会として初めて「前フリクイズ」が使用された。ただし、その前段階として「クイズ番組「史上最強のクイズ王決定戦」の第7回から第9回の間に、既に前フリクイズの問題が出題されていた」と堀家敦は『Quiz Japan vol.13』での対談で考察している。また、同年の10月15日に同志社大学で開催された大会「ナゾラーカップ」で、「既存の枠を超えた難問」をオープン大会として初めて使用された。この大会を皮切りに、「既存の枠を超えた難問」が注目されるようになっていった。これは、クイズ番組が行っていた「問題の固定化」の反動であると徳久倫康は推察している。
1995年4月29日に名古屋で開催された「アスワンカップ 」によって、それまで関西でしか普及していなかった「前フリクイズ」が関東へと普及していった。関東に前フリクイズを初めて持ち込んだ永井荘一郎は、『Quiz Japan』の取材で「ベタ問ばかりではスピードで勝負がほぼ決まってしまう。そこに前フリを加えるという工夫により、「知識」と「スピード」の両方で勝負することになり、クイズの競技性が高まると考えていました。」と語っている。同年6月に、名古屋でクイズサークル・QUAPSが結成された。このクイズサークルは、それまでのクイズサークルと違い、例会で出された問題をまとめた会報をコピーフリーとして、自由にやりとりすることを許可する「会報公開主義」をとった初のサークルであった。その後、QUAPSの会報やアスワンカップの問題集がクイズの勉強道具として使われるようになっていき、「前フリクイズ」が当時のクイズ界隈の主流となっていた。

### 問題の極端な難問化と競技人口の減少（1995年 - 2002年）
『Quiz Japan vol.13』によれば、「アスワンカップ」以降の実力主義のオープン大会では、「前フリ＋中フリ＋限定」の三段構成の問題が主流となっていった。また、この頃からそれまでのクイズでは、おおっぴらに出題されることのなかった「不祥事」や「犯罪者」などの問題が出題されるようになっていった。
1997年から200文字以上の極端な長文問題が出題されるようになった。この200文字以上の長文問題の起源について、『Quiz Japan vol.13』では「早稲田大学クイズ研究会の遠藤誠が、長文問題の祖である可能性が高く、長文難問が生まれたのは早稲田」であるとしている。また、1998年頃からは一般常識との乖離が著しくなり、問題の難易度が非常に上がっていった。その最中、1999年に行われたオープン大会「第4回久保杯」で「テレビクイズの女王」と呼ばれていた石野まゆみが招待された。ガチ系オープン大会初参加であった石野は、「久保杯」の予選問題について「それまで見たことがない問題ばかりで、手も足も出なかった」と語ったという。
クイズ界の難問長文傾向が強まるにつれ、主要大会の参加数は減っていった。その背景として、クイズプレイヤーの植田路生は「学生系の発展により、従来よりも難化した問題傾向は、一部のトッププレイヤー以外付いて行く事は非常に厳しく、クイズ初心者にとっては意味不明な物として写っていたのではないか」と語っている。また、徳久倫康は、当時のクイズ番組とは違い正答がほとんど出せない問題ばかりで新規参加者の増加は難しかったのではないかとしている。

### 短文クイズの復興（2002年 - 2008年）

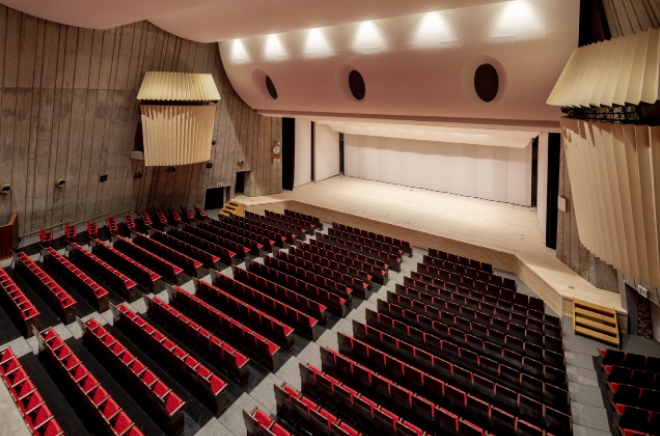
オープン大会の会場としての一例（舞台と観客席があるホール型）クイズは舞台上で行われる。

クイズ界隈の衰退のなかで、2003年に、従来の長文難問とは違う新たな選択肢として短文基本問題を扱ったオープン大会「abc」が開催された。第1回の参加者は125人であった一方で、同年に開催された「Man of the year」の参加者は118人であったことから、すでに学生クイズ界を二分するほどのニーズがあったと『QUIZ JAPAN』は分析している。「Man of the year」の参加者が年々減る一方で、「abc」の参加者は年々増加していった。「abc」などのクイズ大会に憧れ、真剣にクイズに挑んだ人達によって、様々なクイズ大会が開かれるようになり、大会文化を盛り上げていった。
またこの頃から、Skypeなどを使った通信ツールやインターネット上でのクイズが行われるようになり、多くのクイズプレイヤーはブログなどを通して情報交換を行うようになっていた。

### テレビなどによる露出（2008年 - 2019年）

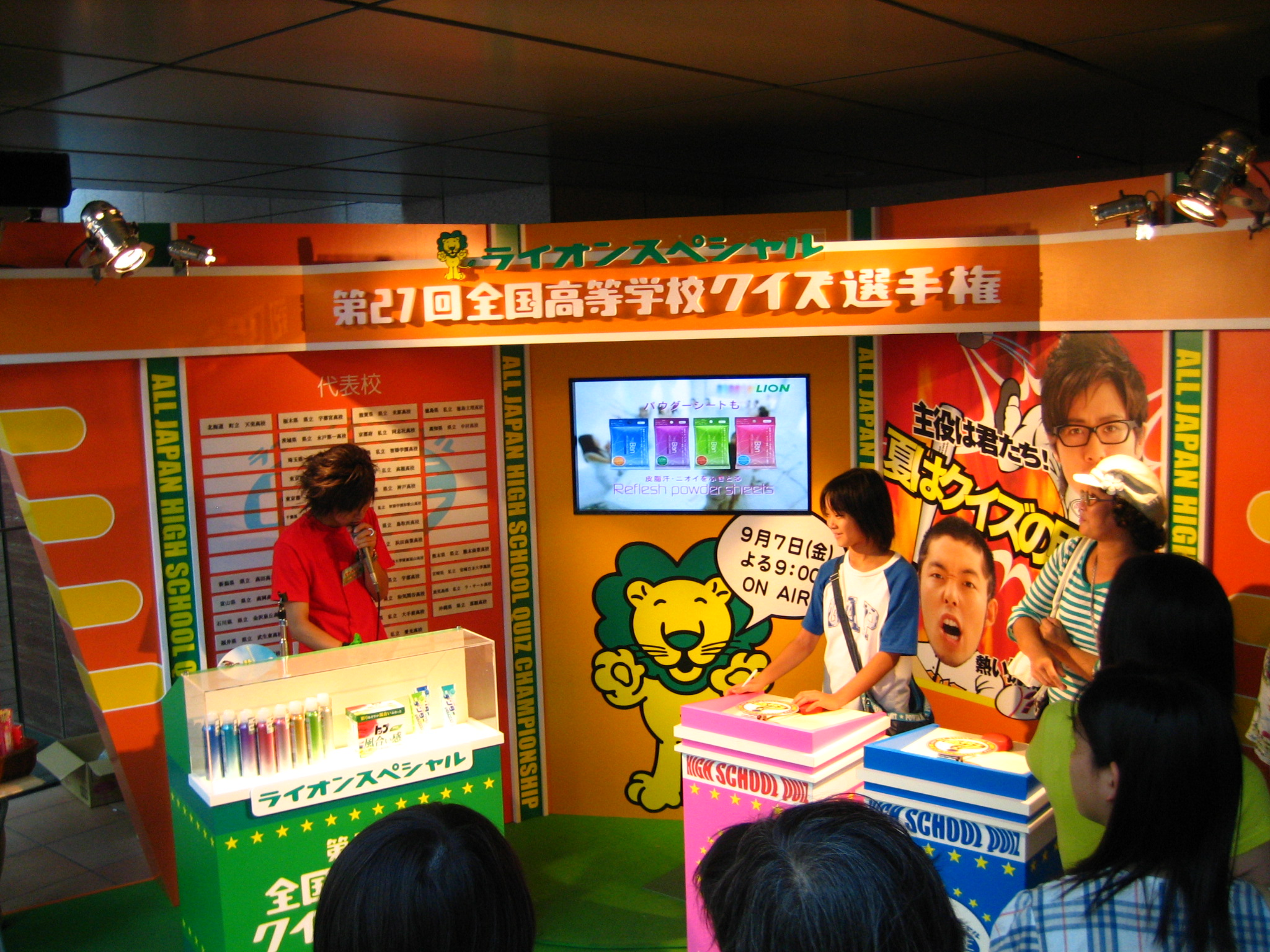
日本テレビのイベント（GO!SHIODOMEジャンボリー）でPRのために「高校生クイズ」を模したブース（2007年）

こうした大会文化がTV関係者の目に留まり、2008年の「高校生クイズ」が「知力の甲子園」という路線を取るようになった。クイズプレイヤーの市川尚志は「これによって、アマチュアクイズプレイヤーによって積み重ねられた大会文化の一面とそれを取り巻く若者の存在を一般に可視化された。多くの若者がこの世界に興味を持ちアマチュアクイズ大会の規模は拡大していった。」としている。そして、高校生クイズに憧れた高校生達がクイズ研究会に入会したり、自らクイズ研究会を立ち上げたりして、アマチュアクイズの競技人口が一気に増えていった。
2011年に「頭脳の祭典!クイズ最強王者決定戦!!〜ワールド・クイズ・クラシック〜」、2012年より「THEクイズ神」など競技クイズを扱った特番が放送された。また、伊沢拓司を中心としたQuizKnockなどのように、クイズプレイヤーによる外部への競技クイズの発信が始まった。これらの発信の後押しによって2017年頃から規模が爆発的に拡大していった。
公式の組織は存在していなかったため、社会的地位の向上と普及を目的に2016年12月に一般社団法人日本クイズ協会が設立された。2019年頃になると、出題ジャンルを限定するジャンル別大会の増加など大会の多様化がさらに進んでいる。

### オンライン化の進行（2020年 - ）

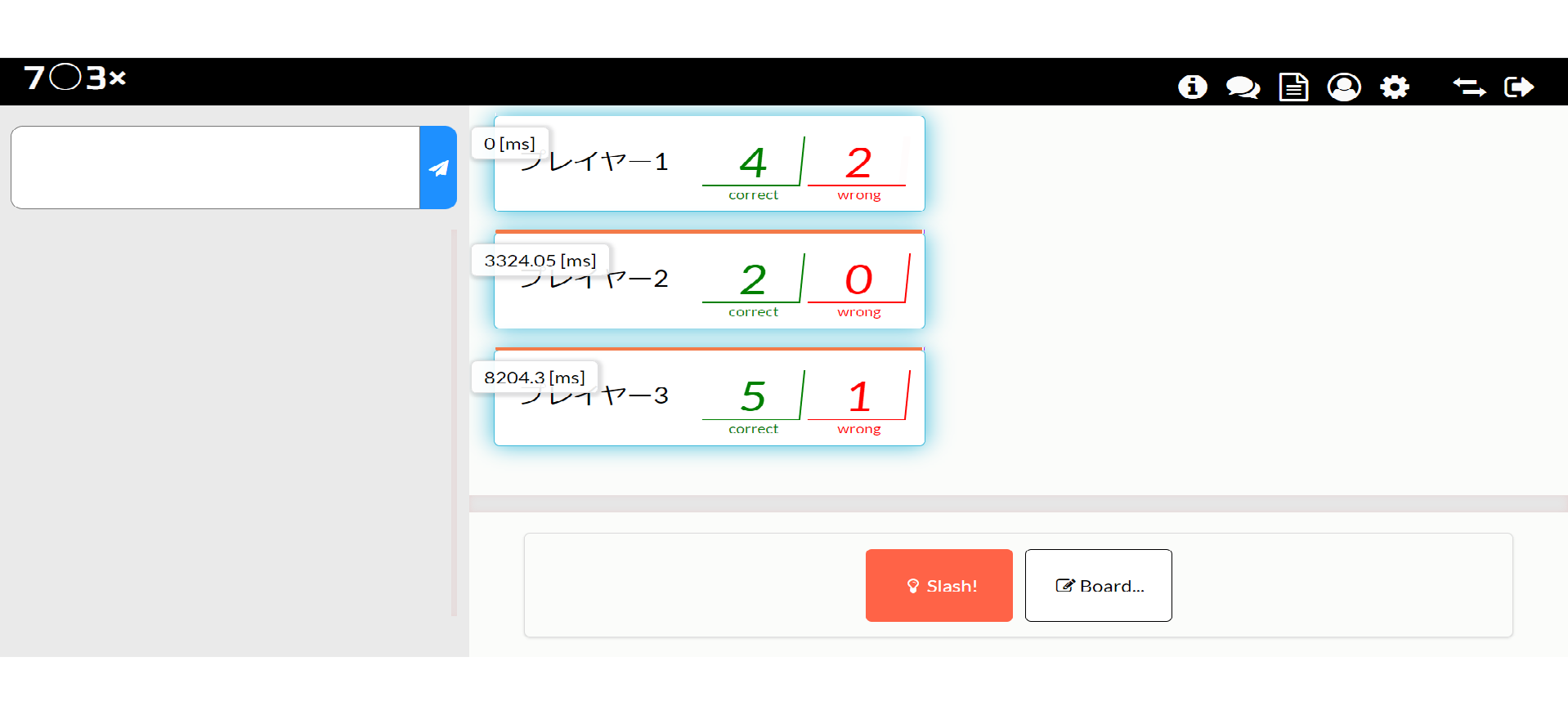
オンラインクイズサイト「長屋クイズアリーナ3」で行われている様子。問題は別途配信する必要がある。

新型コロナウイルス感染症が日本で確認されるようになった2020年2月、感染者の死亡例が国内で初めて確認されてからは、予定されていたオープン大会の中止や延期が相次いだ。その後、緊急事態宣言が発令され施設の貸し出しが不可能となり、オフラインで活動していたクイズサークルがオンライン化を始めた。クイズナビゲーションサイト「新・一心精進」で告知されていた大会もオンライン会場へと変更されていった。通話アプリとオンライン早押しツールを組み合わせた、オンラインクイズ大会を行う動きが活発化している。また、クイズアプリ「みんなで早押しクイズ」を使ったクイズ大会も開催され始めている。
2020年2月には、日本経済新聞が主体となって競技クイズの作問コンテスト「日経1問グランプリ」が開催された。

## 競技大会

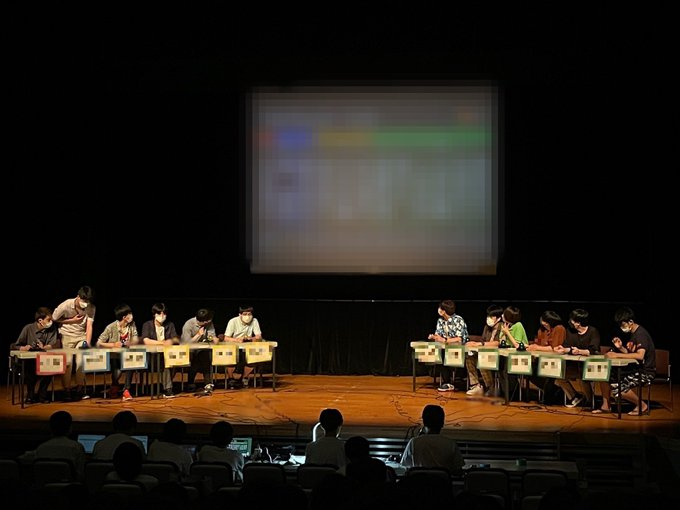
オープン大会「abcmorphous the3rd」の様子。大画面の表示や出場者名はプライバシー保護のため加工しています

ここでは、競技クイズ大会であるオープン大会について解説する。
以下の概要は、代表的なオープン大会の立ち上げを行った市川尚志 が『ユリイカ』2020年7月号に寄稿した『アマチュアクイズ大会文化』より引用したものである。
多くの愛好者向けのクイズ大会はクイズナビゲーションサイト「新・一心精進」にてどんな問題傾向・形式で大会を開催するのか告知されている。徳久倫康によれば、「このサイトはデファクトスタンダードとして機能しており、ここで告知されたものが『オープン大会』ということになっている」と述べている。告知されたクイズイベントも年々多くなっており 、2009年は53件、2019年は269件、2022年は276件にのぼる。
また参加者の管理がしやすい理由から、プレイガイドのPeatixやPassMarketでの参加費の徴収を行う大会が増加している。

### 代表的な競技大会
ここでは『QuizKnockファンブック』の「学生クイズプレイヤーの1年」で掲載された大会をあげる。
- abc
- EQIDEN
- 全国高等学校クイズ選手権
- 全国高校生金融経済クイズ選手権
- 全国高等学校総合クイズ大会
- AQL
- STU
- 高校生オープン
- 新人王・早押王
- PERSON OF THE YEAR

## 技術と用語

### 問題
短文クイズ
問題文が短い形式。『クイズ思考の解体』では、60字から80字程度が基準となるとしている。
長文クイズ
問題文が長い形式。200文字を超える場合もある。
ベタ問
頻出問題のこと。関西で発祥した用語で、押さえておかないといけない定番の問題という意味も含んでいる。『クイズ思考の解体』では、命名者は長戸勇人ではないかとしている。
グロ問
極端に難しい問題のこと。答えや問題文の意味が理解できない場合が多い。
指問
全員が同じタイミングでボタンを押すことが多い問題のこと。
青問
アニメ・ゲームに関する問題のこと。クイズゲーム『クイズマジックアカデミー』で同じジャンルのイメージが青色であることに由来する。
当日問題
大会などの当日の日付に纏わる問題。日付問題とも言う。
時事問題
最近の出来事に関する問題。
スルー
早押しクイズにおいて、問題が誰にもボタンを押されないまま終わること。
ボード
ボードクイズのこと。ボードに記入したものを回答として見なす。
ペーパー
予選などで行われる筆記問題。読み上げたのを答えるパターンやただの筆記の場合もある。場合によっては、書き間違いや漢字表記を平仮名でした場合誤答とされることもある。
近似値問題
数値が答えとなる問題を用意し、正解となる値に近いほど上位になれる形式。ボードクイズやペーパークイズの一環として行われ、同点が複数人いた場合の順位判定に用いられる事が多い。
確定
問題文から答えが一意に決まること。
（確定）ポイント
問題の見当をつけられる箇所のこと。確実に答えがひとつに限定できる場合は「確定ポイント」と呼ばれる。
限定
答えが一意に決まること。プレイヤーが作った問題に対して「限定が甘い」などと使う。
フリ
問題を引き出すために、問題文の頭にくる文のこと。最初のフリのことを「前フリ」、最後のフリのことを「後フリ」と特に言う。
パラレル
前半部で「1つの質問と解答」を提供し、後半部で「本当の質問」を投げかけて、「本当の答え」を促す問題。2つの要素が並列をなしているようであることから名がついた。「では問題」「ですが問題」とも言う。
振る
問い読みで、パラレルが前半分から後半部へ移行すること。
学生系
1990年代後半に名古屋・関西を中心に発展した「前フリクイズ」を基に成立したクイズの問題傾向。問題文が長く、従来よりも難問化したのが特徴。『クイズ思考の解体』では、当時の学生によって作られたトレンドであることが名前の由来であるとしている。
金竜読み
現在のクイズ界隈で多く採用されている読み方。問題のポイントに対して、「一呼吸」「強調」「速読」「アクセント」「ストレート」を使い分けて、解答者に音声で先読みを促す技術。クイズ番組の問題読みであった福留功男と境鶴丸の問読みをベースとして、1999年頃に一橋大学クイズ研究会OBの畑竜太郎により考案された。
記録集
クイズ大会やクイズ企画で用いられた問題を、当日の様子とともにまとめた書物。問題集などとひとくくりに呼ばれることもある。当日の問題文のどのあたりでボタンが押されたのか、得点経過などが記録されている。ほとんどが同人出版であり、近年は電子書籍形式での販売が増加している。
問い読み
問題を読むこと、もしくは読む人のことを指す。
出題者
問題を読み上げる人。
"もう一回"
クイズの解答が惜しい際に、正誤判定者が再度解答を求めるためのフレーズ。「もう一度」ともいう。
"聞こえませんでした"
正誤判定者が解答を聞き取れなかった際に、もう一度同じ解答を言うように促すフレーズ。
スラッシュ
ボタンを押すこと。もしくはその押し。クイズの記録集において、問題文中で押されたところをスラッシュを用いて表示することに由来する。
ゾーンスラッシュ
ゾーン状態に入り、想定のポイントよりも早い段階でボタンを押すこと。「ゾスラ」と略される。

### 早押し

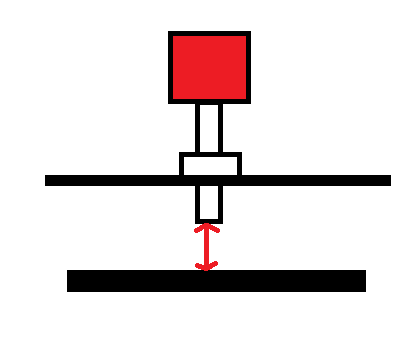
早押しボタンの中身。赤線の空間が「遊び」である

押し勝つ
他人よりも早くボタンを押すこと。対義語として「押し負ける」という言葉もある。
点ける
ボタンを押し勝つこと。
押し込み
クイズで使う早押し機は、少し押しても鳴らない遊びと呼ばれる隙間が設けられており、その隙間分だけボタンを押し込むことで隙間を減らし、すぐにランプがつくようにする行為。少しでも早く押すために行われる。
チャージ
あと1問正解で勝ち上がる者がいるとき、勝ち上げを阻止するために、その者より早く早押しをして妨害すること。
問題潰し
わざと早い段階でボタンを押して誤答し、相手に解答権を回さないようにすること。
ボタンが点く
早押しクイズで押し勝ち、ランプを光らせること。日本語的には間違っているが、こう呼ばれることが多い。
ボタンチェック
早押しクイズを行う際に、事前にボタンが正常に作動するのかを確認する作業。参加者が順番に押していく。大会などでは完了したら拍手をすることが多い。
バカ押し
ポイントでないところで早押しすること。無茶押しとも言う。
読ませ押し
ルール上はボタンが押された段階で問題文の読み上げは止まるが、出題者が急に読むのを止まれない性質を利用し、聞きたい部分の少しだけ前にボタンを押すテクニック。「頭ハネ」とも呼ばれる。コンピューターゲームの場合、ボタンを押すとすぐに読み上げが止まるため、この技は使えない（意図的に再現されているソフトを除く）。
連答
他人の正解や自分の誤答を挟まずに連続で正解すること。
ウイニングアンサー
優勝者の勝利を決定せしめた問題の答えのこと。

### ルール
m○n×
m問正解で勝ち抜け、n問誤答で失格という形式。7○3×や5○2×などと設定され使用される。俗には「ナナサン」と数字だけで呼称されることがある。
タイムレース
制限時間を決めて行う早押しクイズの一形式。正誤判定後、問題文後半や解答についての補足を行わずに、すぐに次の問題を読み、それを高速で繰り返す。
アップダウン
早押しクイズの一形式。正解するとポイントが増えていくが、一度誤答するとポイントはゼロに戻り、二度目の誤答で解答権剥奪・失格となるルール。
多答クイズ
一つの問題に対して答えが複数存在し、それを多く答えることを目指す形式。
択一クイズ
いくつか用意された選択肢から解答を選ぶ形式。

### その他
オープン大会
一般のクイズ愛好者主催となって、同じ愛好者に向けて開くクイズ大会。参加者制限が一切ないものは「フルオープン」と呼ばれる。
例会
早押しクイズの練習大会。サークルの集まりなど、クイズをする上で大会ではないものをよくこう呼ばれる。
企画
小規模なクイズ大会やその内容。例会で行われるクイズなどが当てはまり、「企画を打つ」などと使われる。
紙落ち
主に予選で行われるペーパークイズで敗退すること。
クイズプレイヤー
サークル活動などで早押しクイズを愛好する者。若い世代では同様の意味の「クイザー」と呼ぶこともある。
クイズ屋
クイズプレイヤーと同義。朝日新聞社の『クイズ用語辞典』によれば考案者は岡村悟史としている。
作問
問題を作ること。作問する人のことを「作問者」と呼ぶ。
裏どり
作成した問題と答えが、一様に定まるのかや情報が正しいのか確認すること。

## 著名団体
- 日本クイズ協会
- 国際クイズ連盟日本支部（JQA）

### クイズサークル
- ホノルルクラブ

## 競技クイズを題材にした作品

### 漫画
- 杉基イクラ『ナナマル サンバツ』
- 藤島じゅん『ピンポン☆ブー』
- 千尋『サマーQ —天野センパイの“忘れられない”夏休み—』
- S.濃すぎ『愛Q学園』
- 南マキ『ピンポンラッシュ!』
- 藤島じゅん『クイケン☆』
- 茶留たかふみ『ファイト!!』 - 1993年に「月刊少年ジャンプ」に掲載された読切作品[144]。
- 神海英雄『Q部!!』 - 2008年に「週刊少年ジャンプ」で掲載された読切作品、『LIGHT WING』の単行本2巻に収録[145]。

### 小説
- 青柳碧人『双月高校、クイズ日和』 - 『ヒポクラテス・クラブ』を元に加筆・修正、改題
- 蓮見恭子『バンチョ高校クイズ研』
- 小川哲『君のクイズ』

### 雑誌
- QUIZ JAPAN

### その他
- The Quiz m@ster
- Knock Out-競技クイズ日本一決定戦-

## ギャラリー

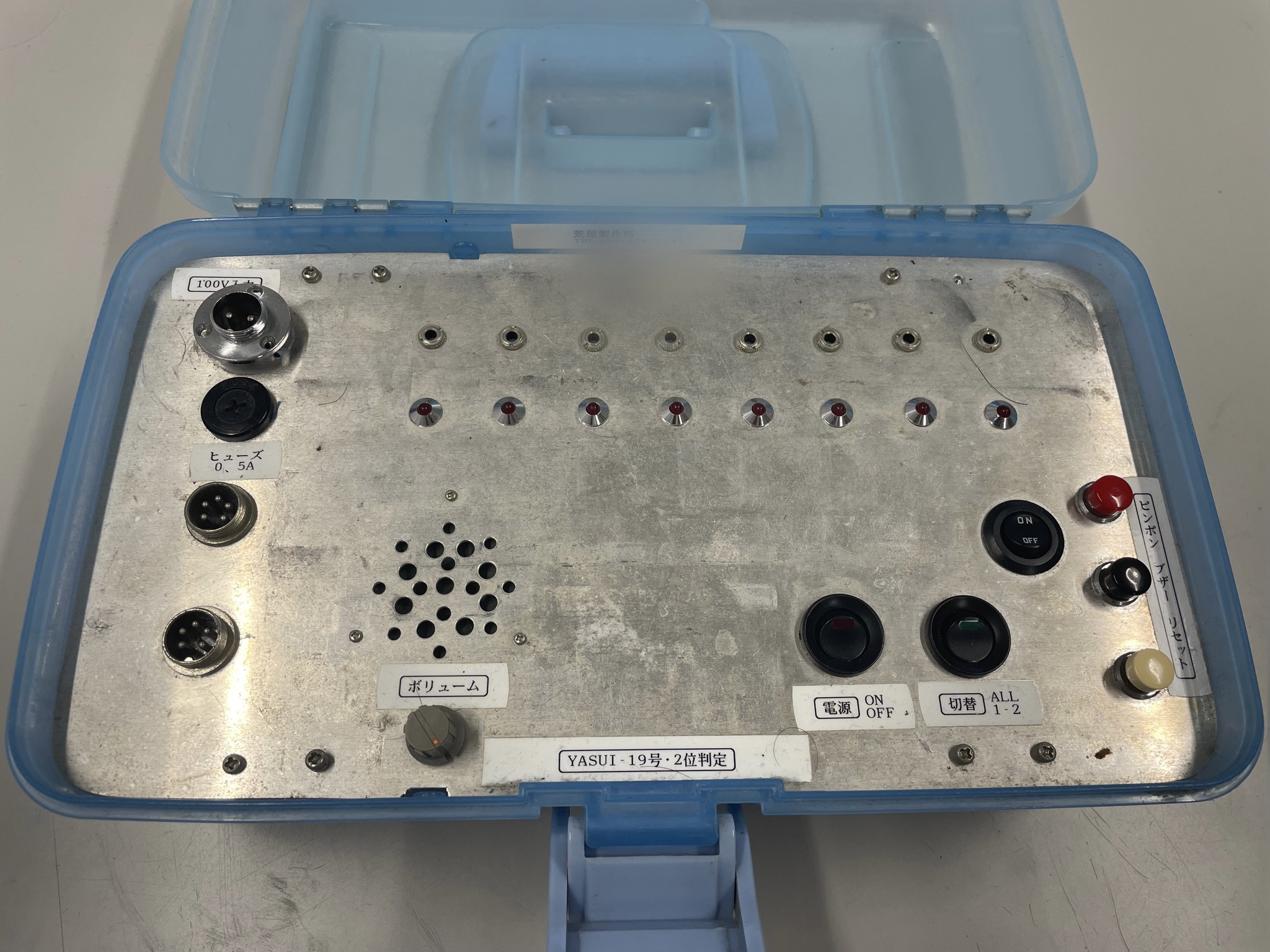
アマチュアの早押し機「荒屋式早押し機」の本体
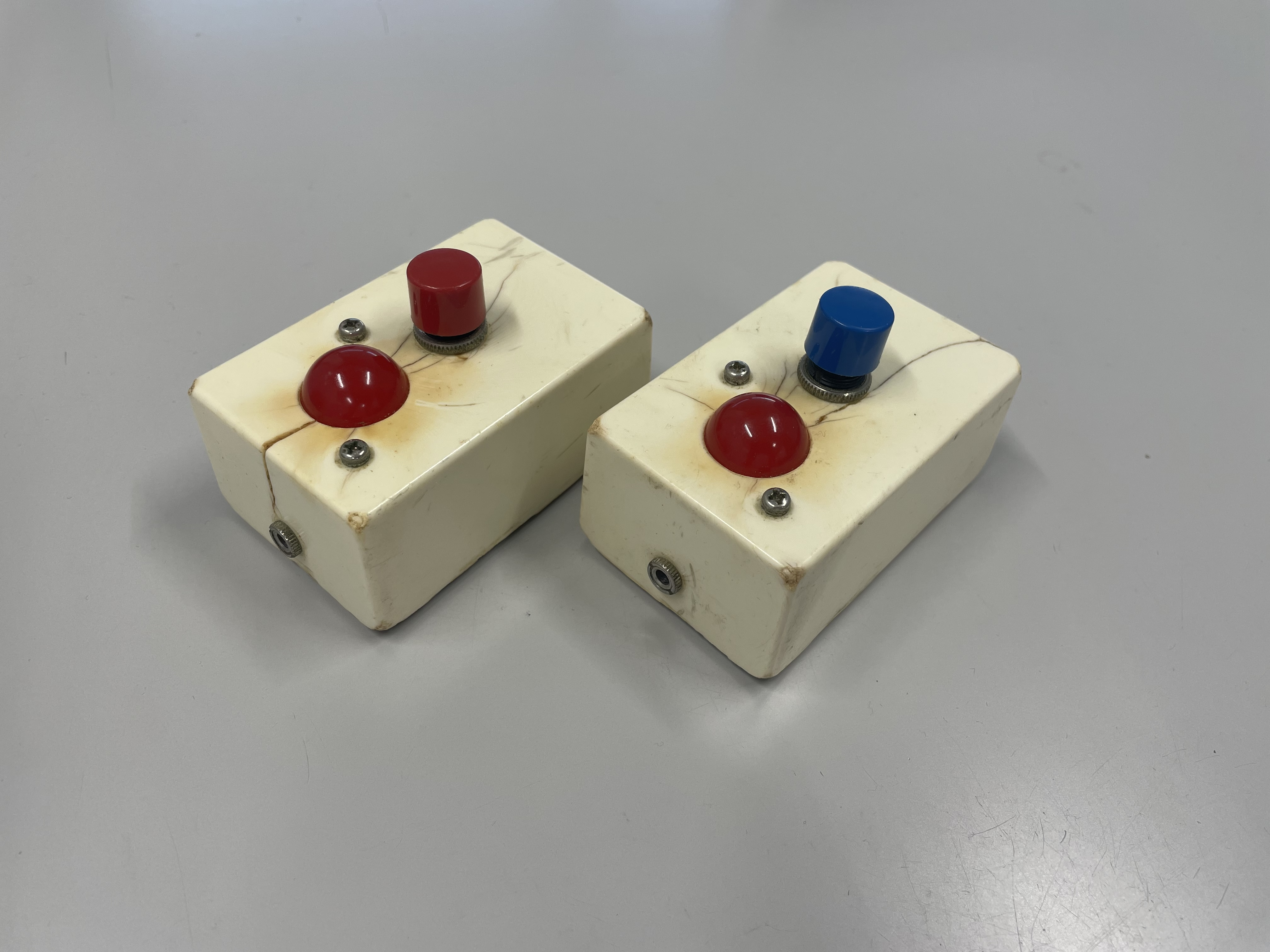
アマチュアの早押し機「荒屋式早押し機」の早押しボタン
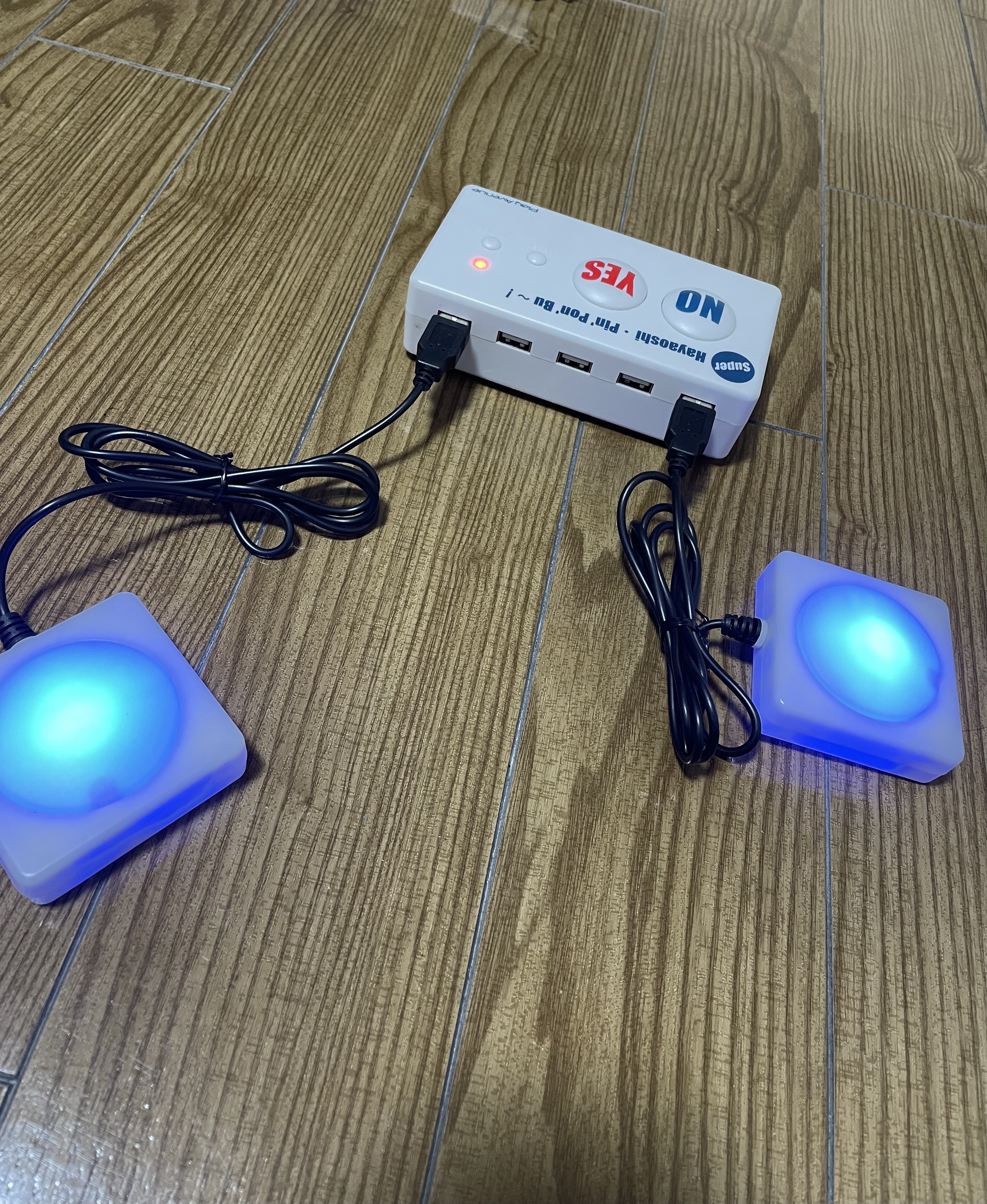
会社プレイアベニューが市販している早押し機「スーパーハヤオシピンポンブー 」
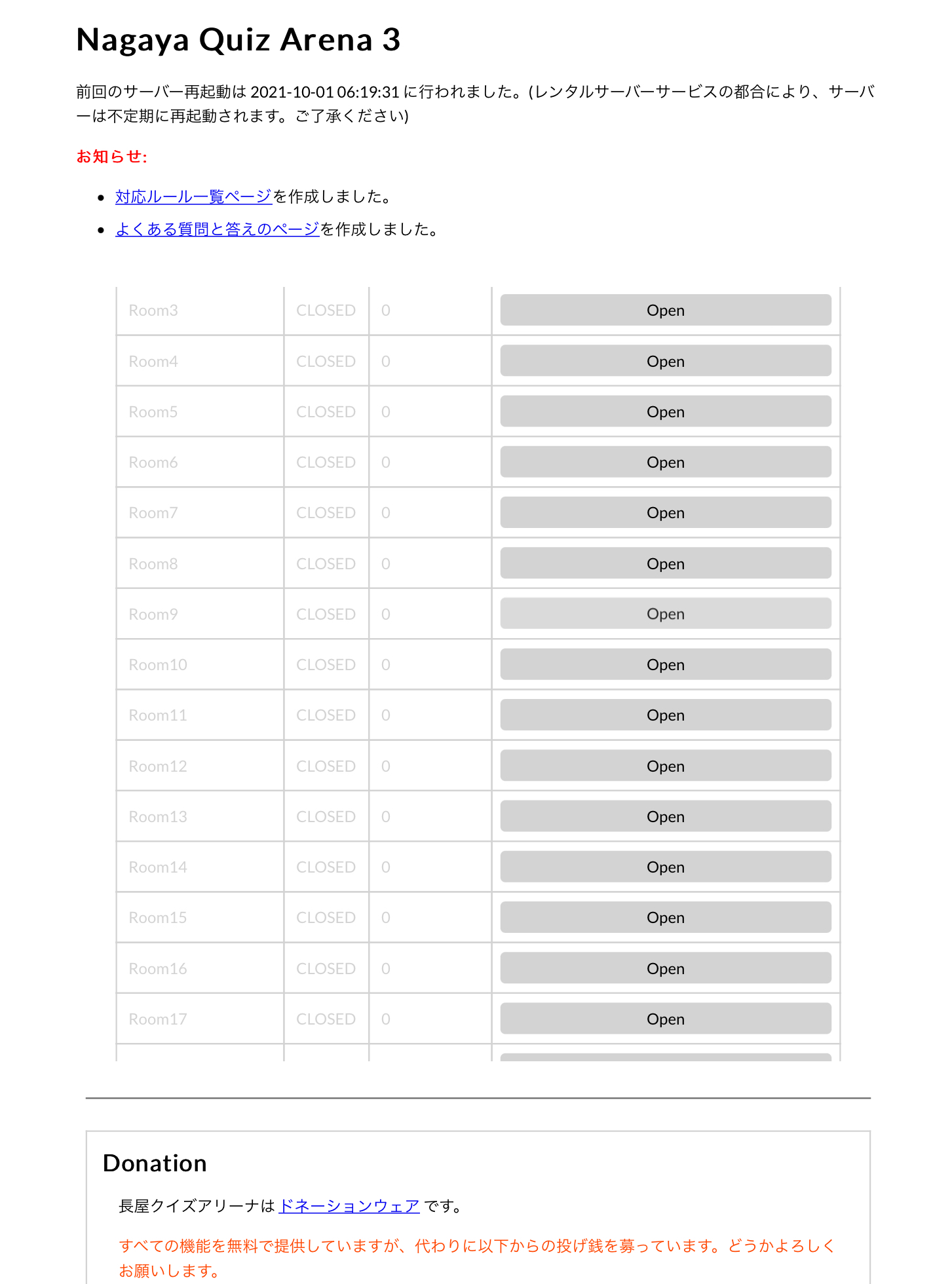
オンラインクイズで利用されるサイト「長屋クイズアリーナ3」のトップページ
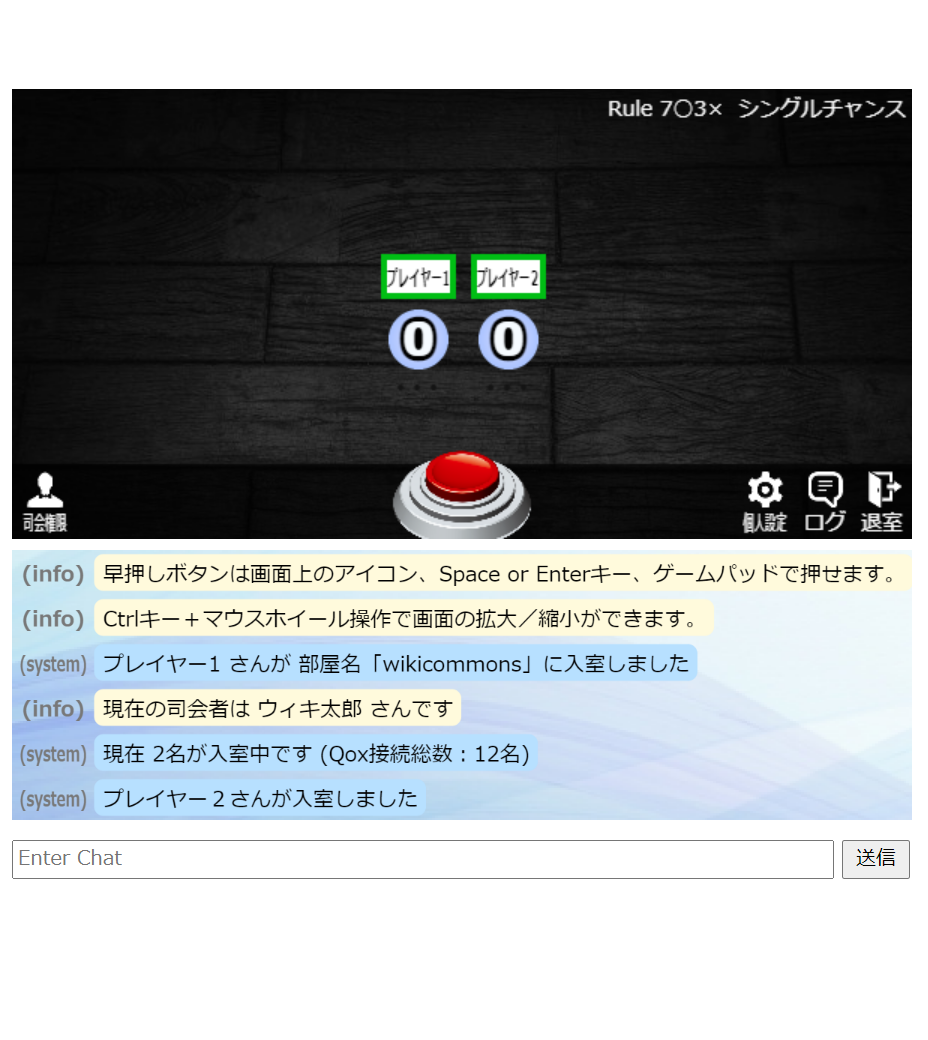
オンラインクイズで利用される「Qox」で戦っている様子